# Келтик-метал
Келтик-метал (англ. Celtic metal — кельтский металл) — поджанр фолк-метала, зародившийся в середине 90-х в Ирландии. Келтик-метал объединяет звучание метала и кельтской музыки. Первопроходцами были Cruachan, Primordial и Waylander. На сегодняшний день представителями данного жанра являются не только ирландцы, но и группы из многих других стран.

## История
Келтик-метал является изначальной формой фолк-метала, поскольку основательница последнего, группа Skyclad, использовала в своей музыке джигу. «Skyclad первыми скрестили металл и аутентичный кельтский фолк».
Ирландская группа Cruachan была сформирована в 1992 году гитаристом Кейтом Фэем (англ. Keith Fay) и записала свою первую демку в 1993. Под влиянием Skyclad Кейт Фэй создаёт стиль музыки, комбинировавший элементы блэк-метала и народной музыки Ирландии. Дебютный альбом «Tuatha Na Gael» был издан в 1995 году. Подобное сочетание кельтской музыки и метала на сегодняшний день называют «келтик-металом».
Параллельно с Cruachan, группа Primordial, относившая себя ко второй волне блэк-метала, выпустила свою первую демку также в 1993 году. В их музыке также присутствовали элементы народной музыки Ирландии, однако они были скрыты под более мрачным звучанием.
В 1993 сформировалась группа Waylander. С фронтмэном Кьэраном О’Хэганом (англ. Ciaran O’Hagan) группа записала демку в 1995. Дебютный альбом «Reawakening Pride Once Lost» вышел в 1998. О’Хэган отметил, что появление групп Primordial, Cruachan и Waylander с интервалом в один год друг от друга является интересным совпадением. С тех пор в Ирландии появилось не много келтик-метал-групп, к ним относятся Geasa и Mael Mórdha.

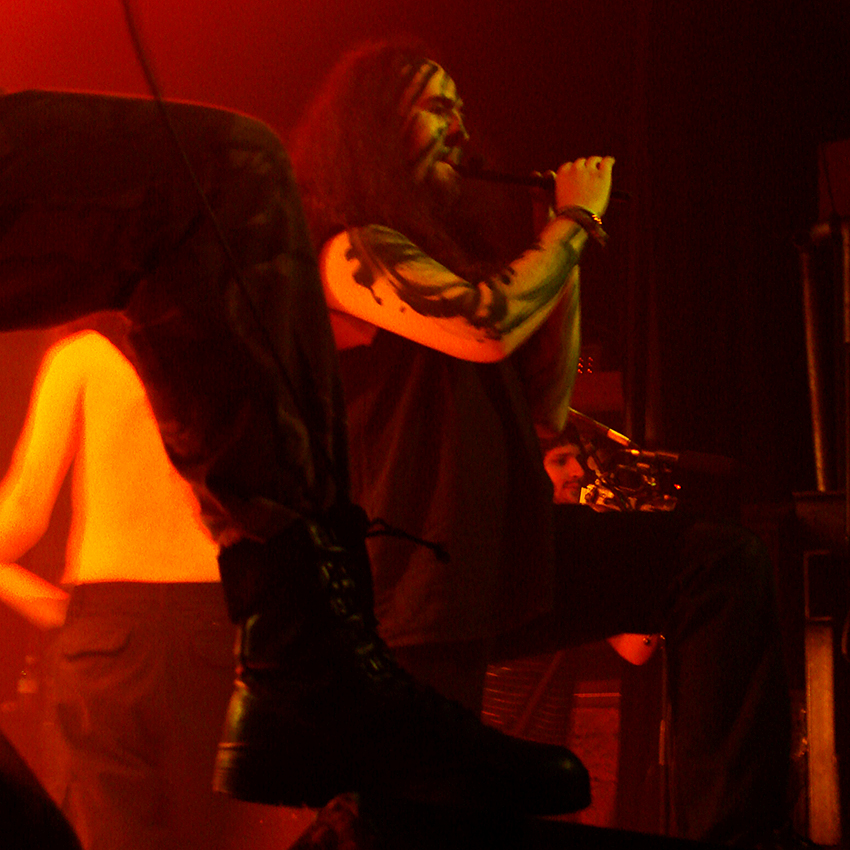
Waylander